# Burkivți, Tetiiv
Burkivți (în ucraineană Бурківці) este o comună în raionul Tetiiv, regiunea Kiev, Ucraina, formată numai din satul de reședință.

## Demografie
Componența lingvistică a comunei Burkivți
     Ucraineană (97,9%)
     Rusă (2,1%)
Conform recensământului din 2001, majoritatea populației comunei Burkivți era vorbitoare de ucraineană (97,9%), existând în minoritate și vorbitori de rusă (2,1%).